# جيري ساندرز (رائد أعمال)
جيري ساندرز (بالإنجليزية: Jerry Sanders)‏ هو عالم حاسوب ورائد أعمال أمريكي، ولد في 12 سبتمبر 1936 في شيكاغو في الولايات المتحدة.